# Rollo Armstrong
Rollo Armstrong, właśc. Rowland Constantine O'Malley Armstrong (ur. 1967 w Londynie) – muzyk brytyjski. Członek grupy Faithless, którą stworzył w 1995 roku z Sister Bliss, Jamie Catto oraz Maxi Jazzem.
Starszy brat piosenkarki Dido, z którą napisał oraz wydał albumy No Angel i Life for Rent. W Stanach Zjednoczonych Rollo najbardziej znany jest ze współpracy przy produkcji albumów Dido, jak również przy debiutanckim albumie piosenkarki/pisarki tekstów Kristine W – Land of the Living.

## Życiorys
Studiował na uniwersytecie w York, gdzie był aktywnym członkiem studenckiej radiostacji, URY.
Cierpi na stan kliniczny, o nazwie synestezja, w którym dźwięki postrzega się jako barwy.
W 1991 roku Rollo założył wytwórnię Cheeky Records i wydał dwa nagrania zanim zakończyła działalność rok później. Wytwórnia Champion Records nadeszła ze wsparciem pieniężnym i radą umożliwiającą ponowne otworzenie Cheeky w 1994 roku (od tamtego czasu została wykupiona przez wytwórnię BMG). W 1992 roku nagrał singel zwany "Don't You Want Me?" (nie mylić z piosenką z 1981 roku o tej samej nazwie, ale stworzonej przez The Human League), który był bardzo często grany przez klubowych DJ-ów na całym świecie i który w błyskawicznym tempie stał się niezawodnym „zapełniaczem parkietów”. Klip do tej ścieżki muzycznej składał się jedynie z animowanej grafiki, której „pulsujące" ruchy były doskonale zsynchronizowane z rytmem, co przypominało demo na klasycznym, domowym komputerze. Wtedy nikt jeszcze nie miał pojęcia kto kryje się pod pseudonimem Felixa. Było tak aż do kilku miesięcy później, kiedy wyszło na jaw że to właśnie Rollo stał za produkcją tego nagrania. Później, w 2006 roku, w wywiadzie z Pete’em Tongiem dla BBC Radio 1, Rollo oznajmił, że zapłacono mu tylko 300 funtów aby nagrać tę ścieżkę. Rollo również brał udział w napisaniu piosenki Who Are You? wykonywanej przez australijską muzyczkę Katie Noonan (utwór ukazał się na jej albumie Skin).
Rollo Armstrong skomponował również temat muzyczny Euro 2008.

## Dyskografia

### Felix
- Don't You Want Me (singel) (1992)
- It Will Make Me Crazy (singel) (1992)
- Stars (singel) (1993)
- Fastslow / "It's Me" (singel) (1993)
- Get Down (promocyjna) (1993)
- #1 (1993)

### Our Tribe
- I Believe in You (singel) (1993)
- Love Come Home (singel) (1994)

### The O.T. Quartet
- Hold That Sucker Down (singel) (1994)

### Rollo Goes Camping
- Get Off Your High Horse (singel) (1994)

### Rollo Goes Mystic
- Love, Love, Love – Here I Come (singel) (1995)

### Rollo Goes Spiritual
- Let This Be a Prayer (singel) (1996)

### Dusted
- When We Were Young (2001)
- Always Remember to Respect and Honor Your Mother (singel) (2001)
- Angel (Dusted remix) – Sarah McLachlan (2001)
- The Dusted Variations.

28 września 2005 roku, Rollo Armstrong wprowadził na rynek całkowicie przerobioną wersję albumu Dusted When We Were Young nazwaną Safe From Harm, do której dołączona została ilustrowana osiemdziesięciostronicowa książka o tej samej nazwie. (ISBN 0-283-07031-5)